# Gilberto Hernández (futbolista)
Gilberto Hernández Bultrón (Colón, 26 de junio de 1997-Colón, 3 de septiembre de 2023) fue un futbolista panameño que jugaba como defensa central y cuyo último club fue el Club Atlético Independiente de La Chorrera de la Primera División de Panamá.

## Trayectoria

### C.D. Árabe Unido
Se formó en las categorías inferiores del CD Árabe Unido y su debut profesional en la Primera División de Panamá fue el 24 de febrero de 2018 en la derrota 0 a 2 contra el San Francisco FC en el Estadio Agustín Muquita Sánchez. Con el club disputó 59 partidos y anotó 1 gol.

### Herrera F. C.
El 4 de enero de 2022 ficha por el Herrera FC tras varias temporadas en el Árabe Unido. Hizo su debut con el club el 27 de marzo de 2022 contra CD Plaza Amador en el estadio Los Andes. Con el club disputó 13 partidos y anotó 1 gol.

### C. A. Independiente
El 8 de junio de 2022 ficha por el C. A. Independiente. Hizo su debut con el club el 27 de junio de 2022 contra Veraguas United FC en el Estadio Agustín Muquita Sánchez. Salió campeón con el club del Torneo Clausura 2022 y del Torneo Apertura 2023. Jugó su último partido el 23 de agosto de 2023 en la victoria 3 a 1 contra el Real Estelí en el Estadio Rommel Fernández por la Copa Centroamericana de Concacaf 2023 ya que el 3 de septiembre de 2023 fue asesinado. Con el club disputó 32 partidos y anotó 7 goles en liga y en torneo internacionales 3 partidos y anotó 1 gol. Salió campeón del Torneo Clausura 2023 en donde disputó 4 partidos y no terminó el torneo por su fallecimiento.

## Selección nacional

### Categorías inferiores
Fue convocado por selección sub-22 de Panamá para disputar los Juegos Panamericanos de 2019.

### Selección absoluta
Hizo su debut con la selección absoluta el 12 de marzo de 2023 contra Guatemala en un amistoso.

### Participaciones en selección nacional
| Copa                         | Categoría | Sede | Resultado | Partidos | Goles |
| ---------------------------- | --------- | ---- | --------- | -------- | ----- |
| Juegos Panamericanos de 2019 | Sub-22    | Perú | 7.º lugar | 2        | 0     |

## Estadísticas
- Actualizado a fin de su carrera deportiva

| Club                                                             | Div.          | Temporada     | Liga  | Liga  | Liga   | Copas nacionales | Copas nacionales | Copas nacionales | Copas internacionales | Copas internacionales | Copas internacionales | Total | Total | Total  |
| Club                                                             | Div.          | Temporada     | Part. | Goles | Asist. | Part.            | Goles            | Asist.           | Part.                 | Goles                 | Asist.                | Part. | Goles | Asist. |
| ---------------------------------------------------------------- | ------------- | ------------- | ----- | ----- | ------ | ---------------- | ---------------- | ---------------- | --------------------- | --------------------- | --------------------- | ----- | ----- | ------ |
| C. D. Árabe Unido · Panamá                                       |               |               |       |       |        |                  |                  |                  |                       |                       |                       |       |       |        |
| 1.ª                                                              | 2017-18       | 2             | 0     | 0     | —      | —                | —                | —                | —                     | —                     | 2                     | 0     | 0     |        |
| 1.ª                                                              | 2018-19       | 23            | 0     | 0     | —      | —                | —                | —                | —                     | —                     | 23                    | 0     | 0     |        |
| 1.ª                                                              | 2019-20       | 16            | 1     | 0     | —      | —                | —                | —                | —                     | —                     | 16                    | 1     | 0     |        |
| 1.ª                                                              | 2020-21       | 18            | 0     | 0     | —      | —                | —                | —                | —                     | —                     | 18                    | 0     | 0     |        |
| Total club                                                       | Total club    | 59            | 1     | 0     | 0      | 0                | 0                | 0                | 0                     | 0                     | 59                    | 1     | 0     |        |
| Herrera F. C. · Panamá                                           |               |               |       |       |        |                  |                  |                  |                       |                       |                       |       |       |        |
| 1.ª                                                              | 2021-22       | 13            | 1     | 0     | —      | —                | —                | —                | —                     | —                     | 13                    | 1     | 0     |        |
| Total club                                                       | Total club    | 13            | 1     | 0     | 0      | 0                | 0                | 0                | 0                     | 0                     | 13                    | 1     | 0     |        |
| C. A. Independiente · Panamá                                     |               |               |       |       |        |                  |                  |                  |                       |                       |                       |       |       |        |
| 1.ª                                                              | 2021-22       | 15            | 4     | 0     | —      | —                | —                | —                | —                     | —                     | 15                    | 4     | 0     |        |
| 1.ª                                                              | 2022-23       | 13            | 3     | 0     | —      | —                | —                | —                | —                     | —                     | 13                    | 3     | 0     |        |
| 1.ª                                                              | 2023-24       | 4             | 0     | 0     | —      | —                | —                | 3                | 1                     | 0                     | 7                     | 1     | 0     |        |
| Total club                                                       | Total club    | 32            | 7     | 0     | 0      | 0                | 0                | 3                | 1                     | 0                     | 35                    | 8     | 0     |        |
| Total carrera                                                    | Total carrera | Total carrera | 104   | 9     | 0      | 0                | 0                | 0                | 3                     | 1                     | 0                     | 107   | 10    | 3      |
| 1. Fuentes:Transfermarkt, CeroaCero, Footballdatabase, Soccerway |               |               |       |       |        |                  |                  |                  |                       |                       |                       |       |       |        |

## Palmarés

### Títulos nacionales
| Título           | Club             | País   | Año    |
| ---------------- | ---------------- | ------ | ------ |
| Primera División | CA Independiente | Panamá | 2022-C |
| Primera División | CA Independiente | Panamá | 2023-A |
| Primera División | CA Independiente | Panamá | 2023-C |

## Fallecimiento
Fue asesinado el 3 de septiembre de 2023 en la calle 5, Avenida Herrera, provincia de Colón, luego de que dos hombres llegaran a bordo de un taxi y comenzaran a disparar sin previo aviso.